# Сицилија
Сицилија (итал. Sicilia) је острво у Италији, највеће острво у Средоземном мору и једно од најгушће насељених. Налази се око 160 km североисточно од Туниса (Северна Африка). Острво је одвојено од копна Месинским мореузом 3 km широким на северу и 16 km широким на југу. Главни град је Палермо. Сицилија је аутономни регион са специјалним статусом у оквиру Италије. Од свих региона Италије, Сицилија заузима највећу површину (25.708 km2).
Током историје, Сицилија је сматрана територијом од посебне важности због улоге коју је имала у трговини по Средоземном мору. По грчкој митологији, Сицилија је постојбина киклопа Полифема кога је ослепео грчки херој Одисеј. Острво је било део Велике Грчке, како је називана скупина грчких колонија у јужном делу данашње Италије. Сицилија је некада била краљевство са престоницом у Палерму. Та држава је владала острвом, као и Малтом и јужним делом Апенинског полуострва пре Сицилијанске вечерње. Касније је постала део Краљевства Две Сицилије под династијом Бурбона, али је престоница био Напуљ на Апенинском полуострву. Од уједињења Италије, Сицилија је њен саставни део.
Сицилија је острво богате и јединствене културе, посебно у уметности, кулинарству, архитектури, па чак и језика. Привреда Сицилије је углавном заснована на пољопривреди (наранџе и лимуни). Рурални крајеви привлаче туристе који желе да уживају у природним лепотама острва. На Сицилији се налазе важни археолошки и антички локалитети као што су некрополе Панталике и Долина храмова.

## Историја

### Првобитна племена
Првобитне становнике Сицилије сачињавала су три италска племена, од којих су најзначајнији били Сиканци (Сикани) који су, према Тукидиду, стигли са Пиринејског полуострва. Важни историјски докази су сикански пећински цртежи из плеистоцена (око 8000. п. н. е.)
Следеће племе које је населило Сицилију били су Елимљани (Елими) који су стигли са Егејског мора. Иако не постоје докази о међуплеменским ратовима, Елимљани су, насељавајући северозападни део острва, потиснули Сиканце на исток.
Последњи дошљаци на острво били су Сикулци (Сикули) који су дошли са континенталне Италије око 1200. п. н. е. Сикулци су се населили на истоку острва, потиснувши тако Сиканце у средиште острва.

### Античко раздобље
Грци су почели колонизовати Сицилију око 750. п. н. е., а најважнија колонија коју су основали била је Сиракуза. Сиканци и Сикулци су врло брзо асимиловани у хеленску културу, а цело подручје је, заједно с остатком јужне Италије, постало део Велике Грчке
На плодном тлу Сицилије почео је екстензиван узгој маслина и винове лозе, што је подстакло трговину. Грчка религија се проширила по целом острву, што је видљиво по многим храмовима као што су они у Долини храмова код Агриђента. За време Пелопонеског рата Атињани су кренули у поход на Сицилију са циљем да освоје Сиракузу. Сиракуза је, склопивши ратни савез са Спартом и Коринтом поразила атинску војску, уништила морнарицу, а већина заробљеника била је продана у робље.
И док је грчка Сиракуза контролисала већи део Сицилије, на западу острва формирано је неколико картагинских колонија. Сударом ових двеју култура почели су Сицилијански ратови. Године 262. п. н. е. Грчка је склопила мир са Римском републиком, а Римљани су тражили анексију Сицилије као прве провинције у њиховом царству. Укључивањем Рима у Први пунски рат потиснути су Картагињани, чиме је 242. п. н. е. Сицилија постала прва римска провинција изван Апенинског полуострва. Током Другог пунског рата Картагињани су неуспешно покушали да одузму Сицилију Римљанима.
Сицилија је била врло важна Римљанима првенствено као житница царства. Иако се за владавине Августа покушало са увођењем латинског језика, Сицилија је у културном смислу ипак остала грчка. Хришћанство се први пут појавило на острву негде после 200. године нове ере. У периоду до укидања забране хришћанства 313. године нове ере, многи Сицилијанци попут свете Агате, свете Кристине и свете Луције постали су мученици.. Хришћанство се убрзано ширило током идућа два века. Период у којем је Сицилија била римска провинција трајао је око 700 година.

### Рани средњи век
Падом Римског царства Сицилију су заузели Вандали 440. године. Будући да су већ заузели делове римске Француске и Шпаније, Вандали су постали важна сила у западној Европи. Недуго времена касније, Готи су истерали Вандале и заузели Сицилију. Остроготско освајање Сицилије (а и Италије) под водством Теодориха Великог започело је 488. године. Иако су Готи били Германи, Теодорих је оживљавао римску културу и допустио верске слободе.
Након избијања Готског рата између Острогота и Византијског царства, Сицилија је постала први део Италије којег је заузело Византијско царство. Византијски цар Јустинијан I послао је свога највећег војсковођу Велизар да осваја Италију. Велизар је 535. заузео Сицилију. Сицилија је Византији користила као база за даље освајање Италије, након чега су освојени сви важнији италијански градови, као и остроготска престоница Равена. Нови остроготски краљ Тотила осваја Сицилију 550. године, али побеђује га византијски генерал Нарзес две године касније.
Византијски цар Константин II одлучује се током 660. године, преместити из Цариграда у Сиракузу одакле је покренуо напад са Сицилије на ломбардско Беневенетско војводство које је заузимало северну Италију. Након његовог убиства 668. године, његов син Константин IV зауставља немире на Сицилији које је покренуо Мезезије.
Године 826, Еуфемије, заповедник византијске флоте на Сицилији је присилио часну сестру на брак. Након што је цар Михајло II сазнао за то, наређује генералу Константину да заповеднику одсече нос. Еуфемије је убио Константина и заузео Сиракузу, након чега бива побеђен и истеран у северну Африку. Тамо нуди власт над Сицилијом Зијадату Алаху I, аглабидском емиру Туниса, као противуслугу за његову заштиту. Након тога је на Сицилију послата исламска војска састављена од Арапа, Бербера, Шпанаца, Крићана и Персијанаца. Због јаког отпора је тек након једног века византијска Сицилија освојена. Сиракуза веома дуго није пала, Таормина је освојена 902, а остатак острва је постепено освојен до 965. године.
Ова владавина пропраћена је честим побунама византијских Сицилијанаца, поготово на истоку. На острво су донесене нове пољопривредне културе, као наранџа, лимун, пистаћи и шећерна трска. Хришћанима је било допуштено исповедање вере на шта се додатно плаћао порез. Сицилијански емират почео се распадати због сукоба унутар владајуће династије.
До 11. века у јужној Италији су као плаћеници били узимани Нормани, који су били хришћански потомци Викинга. Они су под Руђером I и Робертом Гвискаром ослободили Сицилију од муслиманске власти. Након Апулије и Калабрије, заузео је и Месину са војском од 700 витезова. Године 1068, Руђер I од Сицилије и Роберт Гвискар победили су муслимане код Мисилмерија, али најважнија битка била је опсада Палерма, након чега је Сицилија у потпуности потпала под норманску контролу до 1091. године.

### Краљевина Сицилија
Под норманском власти је и даље главни град био Палермо. Руђер II Сицилијански је за време своје владавине успео подигнути статус острва, заједно са Малтом и јужном Италијом, у краљевство 1130. године. У овом раздобљу је Краљевина Сицилија била једна од најбогатијих држава у Европи. У значајном броју овде су дошли и досељеници са севера Италије и Кампаније, чиме је становништво острва постало латинизовано. Такође је и Римокатоличка Црква у потпуности заменила дотадашњу византијску источну хришћанску цркву.
Након једног века изумрла је норманска династија Отвил, а задња Руђерова наследница Констанца од Сицилије удала се за Хенрика VI. Тиме је сицилијанска круна припала швапској династији Хоенштауфен. Локално племство се није слагало с тим, па су за краља изабрали Танкреда I Сицилијанског, незаконитог сина последњег краља из династије Отвил Руђера II. Хенрик VI није одмах успео да освоји краљевство Сицилију, које му је припадало. Тек када је 1194. добио огроман новац од откупа Ричарда Лављег Срца створио је јаку војску, која је освојила Сицилију 1195.
Његов наследник Фридрих II је био краљ Сицилије од 1198. до 1250. Током његове власти краљевство Сицилија је постала апсолутна монархија, прва централизована држава у Европи током феудализма. Основао је сицилијанску школу поезије, где се први пут користи један облик италијанског у књижевности.
Наследио га је син Конрад IV. После Конрада круну узурпира Фридрихов незаконити син Манфред Сицилијански уместо малолетног Конрадина. Током читавог раздобља власти Хоенштауфоваца одвијао се непрекидни сукоб са папама. Уз помоћ папе Карло I Анжујски из француске династије Анжујаца убио је Манфреда Сицилијанског 1266. у бици код Беневента и папа Иноћентије IV га је 1266. крунисао као краља Сицилије и Напуља.
Због снажног противљења локалног становништва француској власти због злостављања и опорезивања, избио је 1282. сукоб познат као Рат сицилијанске вечерње у којем су побијени скоро сви Французи на Сицилији. Након што им је папа одбио помоћи, Сицилијанци су се за помоћ у рату окренули арагонском краљу Переу III. Пере је задобио контролу над Сицилијом, док су Французи остали владари Напуљског краљевства. Рат је настављен све до мира у Калтабелоти 1302. године, кад је папа Бонифације VIII признао Фридриха III као краља Сицилије и Карла II као краља Напуља. Од тада су Сицилијом као посебним краљевством владали рођаци арагонских краљева, а од 1409. као делом Круне Арагона
Два велика земљотреса погодила су острво 1542. и 1693. године, неколико година пре задњег земљотреса острво је погодила и куга. Побуне које су избиле у 17. веку силом су угушене, поготово буне у Палерму и Месини. Споразумом у Утрехту из 1713. Сицилија је додељена Савојској династији која је након седам година власти заменила за Сардинију са Карлом VI из аустријске династије Хабзбург.
Док је Аустрија водила рат за пољски престол, шпански краљ Карло III је освојио Сицилију и Напуљ. На почетку је Сицилија успела остати посебно краљевство у персоналној унији, док су Бурбонци владали из Напуља. Појавом Наполеоновог Првог француског царства је освојен Напуљ битком код Кампо Тенесеа, а на напуљски престол долазе бонапартистички краљеви. Фердинанд III био је присиљен повући се на Сицилију која је и даље била под његовом контролом уз британску помоћ. Након Наполеонских ратова, Напуљ и Сицилија службено се спајају у Краљевство Две Сицилије под бурбонском влашћу. Револуционарни покрети против бурбонске власти избијају 1820. и 1848. године. Ове револуционарне 1848. године је Сицилија изборила независност на шест месеци, све док бурбонске војне снаге нису поновно преузеле контролу 1849. године.

### Уједињење Италије
Након Гарибалдијевог похода са хиљаду добровољаца, Сицилија 1860. постаје део Краљевине Италије у процесу италијанског уједињења. Поход је почео у Марсали, а завршио опсадом Геате где су избачени и задњи Бурбонци, а Гарибалди најавио своју власт у име краља Виктора Емануела II. Против савојска побуна која је тежила сицилијанској независности избила је у Палерму 1866. године, али бива брутално угушена у току недељу дана. Колапс сицилијанске (и целе јужноиталијанске) привреде изазива талас емиграције. Због негодовања левичарских и сепаратистичких група, италијанске власти су опет интервенисале 1894. године .
У 19. веку јача значај мафије, чији је утицај делимично успео потиснути фашистички режим у 1920-има. 10. јула 1943, током Другог светског рата започела је савезничка инвазија Сицилије која је релативно добро примљена међу локалним становништвом, али у којој су уништене многе историјске грађевине. Проглашењем Републике Италије 1946. године, Сицилији је дан статус аутономне регије. Аграрном реформом и посебним финансирањем италијанске владе од 1950. до 1984, обновљена је привреда.

## Географија
Сицилија је највеће острво у Средоземном мору. Са северне стране острва налази се Тиренско море, док је са источне стране Сицилија од копнене Италије одвојена Месинским мореузом. На источној страни острва налази се и Јонско море, док је на југозападу Сицилија од Африке одвојена Сицилијанским пролазом.
Сицилија има троугласти облик чији су врхови: Капо Пелоро (или Пунта дел Фаро) у Месини на североистоку, Капо Боео (или Лилибео) у Марсали на северозападу, и Капо Пасеро у Портопалу на југу.

### Геологија
Геолошки северни крај острва део је исте тектонске плоче као континентална Италија, док је јужни крај део афричке плоче. Због подвлачења афричке под евроазијску плочу створен је планински рељеф у том подручју које је такође сезмички врло активно.
Пре 5,96 до 5,3 милиона година, током месинија (задње фазе миоценског периода), Средоземље је било изоловано од Атлантског океана, вероватно због повишене тектонске активности. То је довело до кризе салинитета; Средоземно море је убрзано испаравало, што је довело до повећане концентрације соли. То је довело до таложења карбоната и сулфата на морском дну.

### Вулкани
Због положаја евроазијске и афричке тектонске плоче, ово подручје је, заједно са околним острвима, подложно снажним вулканским активностима. Најважнији вулкани су Етна, Стромболи и Вулкано.
У 19. веку се због вулканске активности у Сицилијанском пролазу појавило ново острво Фердинандеа, које се данас налази неколико метара испод морске површине.

### Острва
Пред северном обалом Сицилије леже Еолска острва, који се још зову и Липарска острва, названа по највећем острву Липари у овој острвској групи. Остали острва су: Салина, Вулкано, Стромболи, Панареа, Филикуди и Аликуди, а на северозападу и стрво Устика. Око западног врха Сицилије смештени су и Егадска острва: Фавињана, Маретимо и Леванцо, док се између јужне обале и обале Туниса налазе острва Пантелерија и Пелагијска острва: Лампедуза, Лампионе и Линоза.

### Рељеф
Ово је највећим делом брежуљкасто подручје (61,4% територије), након чега планине чине 24,5% површине, док равнице чине само 14,1% од којих је највећа Катанијска низија. Рељеф острва је врло разнолик. У источном делу налазе се планине Пелоритани, Неброди и Мадоние. На планинском ланцу Мадоние налази се Пицо Карбонара који је други по висини врх на Сицилији (1.977 m).
У средишту острва налазе се планине Ереи, где се на 948 m висине налази град Ена. У југоисточном делу рагуске и сиракуске покрајине налазе се планине Иблеи. На западу је такође планинско подручје где је налазе планине Сицани, с највишим врхом на планини Ламарата (1.580 m), и планине које окружују равницу Конка д'Оро где се налази Палермо. На истоку се налази, видљив и преко Месинског мореуза са врха планина Аспромонте у Калабрији, врх Етне висок 3.263 m. Иако близу вулкана, оближња Катанијска низија која се налази уз обалу није вулканског него алувијалног порекла, а створена је наносима реке Симето.

### Реке и језера
Реке на острву су обично кратке и своде се на потоке. Најважније реке на острву су Салсо, која је најдужа река на острву и Симето која има највећи слив. У Јонско море улевају се Симето, Алкантара, Циане и Анапо, а у Тиренско море Имера Сетентрионале и Торто, док се у Сицилијански пролаз уливају Платани, Имера Меридионале (тј. Салсо) и Беличе.
Данас је језеро Пергуза једино природно језеро на Сицилији, након што је пре неколико деценија исушено језеро Лентини. Језеро Пергуза, које је палеовулканског порекла, познато је по митовима и легендама. Ово језеро је данас угрожено због искориштавања воде језерских притока за потребе људи. Градњом брана створена су велика вештачка језера, као језеро Анчипа или језеро Поцило које је највеће на острву. Међу осталим вештачким језерима су и Лаго Аранчо, Лаго ди Пиана дељи Албанези, као и Лаго ди Ољастро.

### Клима
На Сицилији влада медитеранска клима, коју карактеришу топла пролећа и јесени, врела лета и благе зиме. На обалном подручју, поготово на југозападу, лета су врло сува због афричких струја. Уопштено су лета на Сицилији врућа и кишовита, али са мало ветра, поготово у унутрашњости. У тиренском подручју и на Етни су најхладнија подручја на острву. На највишим деловима острва (Етна, Мадоние, Неброди) често су обилне снежне падавине.
У унутрашњости и уз јужну обалу падавине су оскудне, док су уз тиренску обалу и у подручју Месине и Етне пуно обилније. Снег ретко пада на обали, а чешћи је на тиренској страни. Источни део острва често погађају олује и поплаве. 17. октобра 1951. године, метеоролошка станица близу Лентинија забележила је 702 mm кише, што је највиша забележена дневна количина кише у Италији.
Захваљујући врелом пустињском ветру широко који долази из Сахаре, могуће су температуре и изнад 45 °C. Европски рекорд забележен је на Сицилији у граду Катенануова, 10. августа 1999. године, кад се температура попела на 48,5 °C.
Велики проблем острва је несташица падавина у летним месецима, што утиче на количину воде због чега у неким покрајинама су честе несташице.
Ова таблица приказује податке три метеоролошке станице на Сицилији:
| Назив | вис | пгт  | плт  | пзт  | п/г | кд  |
| Ена | 964 | 15,6 | 23,3 | 4    | 695 | 69  |
| Месина | 54  | 21,8 | 26,5 | 11,5 | 893 | 109 |
| Трапани-Бирђи | 14  | 18,9 | 23,9 | 9,7  | 452 | 88  |
| Назив = назив метеоролошке станице; вис = надморска висина у метрима; пгт = просечна годишња температура у °C; плт = просечна летња температура; пзт = просечна зимска температура; п/г = годишње падавине у милиметрима; кд = број кишних дана у години. |     |      |      |      |     |     |

### Флора и фауна
У прошлости је Сицилија била прекривена шумама, које су током векова посечене како би се добило дрво за бродове, као и плодно земљиште. На западној и источној обали острва налази се макија. Веће шумске површине налазе се на планинама Мадоние и Неброди. Овде расту храст плутњак, буква, бор и сицилијанска јела (Abies nebrodensis) која је типична за ово острво. На планинама Иблеи расту Рогачи.
Упркос крчењу шума, Сицилија је с око 3.000 врста биљака једно од острва најбогатијих вегетацијом на Медитерану. Уз много дивљег цвећа које овде расте као што су јасмин или орхидеја, на острву се налазе и неке егзотичне биљке као фикус, банане и папирус. Још од грчких и римских времена овде се узгаја винова лоза, маслине и житарице, а касније су се почеле узгајати парадајз и лимун. Посебно плодна подручја су падине Етне и Катанијска низија.
Крчењем шума и ловом су скоро нестале дивље животиње као јелен, вук, лисица и дивље мачке. Морска фауна богата је рибом, посебно туном и сабљаркама, као и шкољкама. На обалама Пелагијских острва живе морске корњаче. Сицилија је и важно одмориште за птице селице које путују са севера Европе.

### Паркови и резервати
На Сицилији постоје четири регионална парка природе и више природних резервата и осталих заштићених подручја.
Регионални паркови природе
Неки од регионалних природних резервата
-{
- Посебан природни резерват језеро Пергуза
- Природни резерват Оаза фауне Вендикари
- Природни ромски резерват
- Природни резерват реке Чане и рудника соли Сиракуза
- Природни резерват Оаза Симета
- Природни џелски баварски резерват
- Природни резерват Кавагранде дел Касибиле
- Прирпдни резерват читаве Макалубе ди Арагона
- Природни резерват делте Ирмина

}-

## Политика
Сицилија је регија са посебним статусом и има широку политичку и управну аутономију. Законодавно тело је Сицилијанска регионална скупштина (Assemblea Regionale Siciliana; Assimbrea Riggiunali Siciliana). Скупштина се састоји од 90 заступника који се бирају. Сицилијански парламент је створио Руђер II Сицилијански 1130. године и један је од најстаријих у Европи. ОД 2001. се председник регије такође бира на изворима.
Посебан статус Сицилија је добила 15. маја 1946. године, а стварањем Републике Италије је уставно Сицилија добила аутономију. Додељивањем аутономије се ублажио јаки сепаратистички покрет који се посебно развио за време фашистичког режима. Сепаратистички покрет су подржали и локални мафијаши. И данас овај покрет раздијељен у разне фракције и странке има значајну потпору.

## Управна подела
Сицилија је подељена у 9 округа, одн. провинција са истоименим градовима као управним средиштима:
- Агриђенто (43)
- Ена (20)
- Калтанисета (22)
- Катанија (58)
- Месина (108)
- Палермо (82)
- Рагуза (12)
- Сиракуза (21)
- Трапани (24)

У заградама се налази број општина у појединој провинцији.
Почетком 20. века Сицилија је била подељена на седам округа: Калтанисета, Катанија, Гирђенти, Месина, Палермо, Сиракуза и Трапани. Кастрођовани (касније Ена) и Рагуза су постали 1926. године и 1927. године главна окружна места раздвајањем Катанијског и Калтанисетског округа и изузимањем дела општина из округа Сиракузе.
Данас Сицилија има девет округа, а постоје и планови за стварање три нова округа.

## Демографија
Чињенице да је у време италијанског уједињења на Сицилији владала велика економска криза и да је становништво острва трпело политички притисак, изазвале су талас емиграције са острва. Између 1880. и почетка Првог светског рата велики број Сицилијанаца се одселио, већином у Америку. Иако су након Другог светског рата спроведене реформе, много Сицилијанаца је између 1950. и 1970. отишло да ради у иностранство. Већина руралног становништва острва преселила се у урбана средишта на обали, због чега је унутрашњост слабо насељена. У пет највећих сицилијанских градова живи више од трећине становништва.
Просечан очекивани животни век је 73,2 године за мушкарце и 78 година за жене. Око 95% становништва су римокатолици. У близини Палерма постоји неколико насеља с албанским становништвом. Још једну етничку групу чине северноафрички муслимани, већином из Туниса.

### Језици
Велики број Сицилијанаца говори италијански језик и сицилијански језик, који је посебан романски језик са више од 250.000 речи. Један део сицилијанског језика чине и грчке, латинске, каталонске, арапске, шпанске и друге посуђенице. Сицилијански језик се делимично говори и у Калабрији и Апулији, а имао је и значајан утицај на малтешки језик. Будући да се данас италијански учи у школама и да је доминантан језик медијима, у неким урбаним подручјима је истиснуо сицилијански на друго место.
Сицилијански језик је знатно утицао и на први стандардни италијански језик, иако се није широко користио. У средњем веку су на овом језику створена многа позната уметничка дела. На сицилијанском језику написан је и први сонет чији је аутор Ђакомо да Лентини.
Међу осталим језицима који се говоре на острву је и локални дијалект албанског језика којег говоре потомци избеглица из 15. века. Сицилијански Албанци су већином византијски католици и користе грчки језик у литургији. У неколико градова у Енској провинцији говоре се дијалекти ломбардског језика. Већина говорника ових језика такође говоре италијански и сицилијански.

## Велики градови
Градске општине са највише становника на Сицилији су:
| Грб | Општине са више од 70.000 становника | Провинција          | Становништво | Површина () |
| --- | ------------------------------------ | ------------------- | ------------ | ----------- |
|     | Палермо                              | Палермо (округ)     | 666.552      | 158,88      |
|     | Катанија                             |                     | 301.565      | 180         |
|     | Месина                               | Месина (округ)      | 245.159      | 211         |
|     | Сиракуза                             | Сиракуза (округ)    | 123.324      | 204         |
|     | Марсала                              | Трапани (округ)     | 82.322       | 241         |
|     | Ђела                                 | Калтанисета (округ) | 77.311       | 276         |
|     | Рагуза                               | Рагуза (округ)      | 72.168       | 442,37      |
|     | Трапани                              | Трапани (округ)     | 70.648       | 271         |

Друге општине које имају више од 50.000 становника су: Виторија, Калтанисета, Агриђенто, Багерија, Модика, Ачиреале и Мацара дел Вало.

## Привреда
Ова таблица приказује укупни БДП и БДП по глави становника на Сицилији између 2000. и 2006. године:
|                               | 2000.    | 2001.    | 2002.    | 2003.    | 2004.    | 2005.    | 2006.    |
| ----------------------------- | -------- | -------- | -------- | -------- | -------- | -------- | -------- |
| Укупан БДП (у милионима евра) | 67.203,8 | 70.530,1 | 72.855,0 | 75.084,5 | 77.327,3 | 80.358,1 | 82.938,6 |
| БДП пгс (у еврима)            | 13.479,6 | 14.185,7 | 14.662,2 | 15.053,9 | 15.440,1 | 16.023,2 | 16.531,5 |

### Пољопривреда
Иако постоје велики проблеми у водоснабдевању, пољопривреда је темељ сицилијанске економије. Још од римских времена острво је било познато као житница царства, па због тога не чуди што се и данас највећим делом гаје житарице. Такође је значајан и узгој маслина, од којих се производи квалитетно уље.
Подручје Катанијске низије је познато по узгоју агрума, што укључује наранџе, лимуне, мандарине и остале врсте. Од орашастог воћа узгајају се бадеми, лешници и пистаћи. Задњих неколико деценија значајно се развило гајење поврћа.
Још од шпанске власти, постоји традиција производње чоколаде. Сицилијанска чоколада, посебно она из Модице, припрема се по традиционалним рецептима с пуно егзотичних зачина што даје чоколади јединствен укус.
Данас се на Сицилији гаји и некад егзотично воће, као што је киви или манго. Сицилијанска клима омогућава и узгој банана.
Традиционални узгој винове лозе омогућава производњу квалитетних вина која су врло цењена у иностранству. Винарство је врло важно за локалну економију и омогућило је њен препород почетком 1990-их. Најпознатија локална вина су салапарутски корво, Марсала, пантелеријски мускат, липарска малвазија, Елоро Неро из Аволе, Черазуоло из Виторије и Етна.
Важан и растући сектор је узгој у стакленицима, посебно цвећа као што су орхидеје. Сицилијанско цвеће доставља се и продаје у свим деловима Европе.

#### Сточарство
У великом броју узгајају се овце, козе и коњи, а некад ретко говедо се данас узгаја у великим количинама, поготово у рагуској провинцији. Уз сточарство врло је важна и производња млека које се користи за израду свежих сирева. Површина ливада и пашњака на Сицилији је око 235 хиљада хектара.

#### Рибарство
Риболов је врло важна привредна грана на Сицилији. У регији постоје многе луке са знатном рибарском флотом, од којих је најзначајнија она у Мацари дел Вали. Друге значајне рибарске луке су Скјака, Ликата, Порта Емпедокле, Поцало и Портопало. Уз сабљарке које се лове у Месинском мореузу, лове се и туне, сардине, срделе, скуше и друге морске рибе типичне за Средоземно море које се касније често продају као конзервисани или димљени производи. У неким деловима Сицилије такође постоји и традиција узгоја острига и дагњи. Трапани је познат по производњи морске соли.

### Индустрија
Индустријске зоне постоје у Гели, Аугусти и Милацу где се налазе хемијска и енергетска постројења заједно с нафтним рафинеријама. Фијат-ова фабрика постоји у општини Термини Имересе, као и STMicroelectronics у Катанији. Због ниске исплативости су средином 20. века затворени рудници сумпора у покрајинама Ена, Калтанисета и Агриђенто. Рудници чије су се руде користили у пољопривреди затворени су крајем 1980-их у покрајини Калтанисетији. Некад давно се на Сицилији вадио и гипс, што је напуштено у 20. веку.
На Сицилији се производи 78% укупне талијанске производње памука.

## Саобраћај

### Друмски саобраћај
На Сицилији постоји неколико ауто-путева, које повезују веће градове у регији.
- А18 Месина - Катанија, спаја два велика града на источној Сицилији. Године 2003, овим ауто-путем је прошло 28 милиона возила. Због недостатка осталих путева, овај ауто-пут је значајан и за локални саобраћај.
- А19 Палермо - Катанија, спаја два највећа сицилијанска града. Овај пут је такође извукао средиште острва из саобраћајне изолације, а пролази већином кроз слабо насељено подручје.
- А20 Месина - Палермо, је након 20 година у потпуности отворен 2005. године. Овај пут је олакшао трговачку повезаност између ова два града. Године 2003, имао је промет од 21 милиона возила.
- А29 Палермо - Трапани/Мацара Дел Вало, спаја главни град са западним делом регије.

Тренутно су у плану неке надоградње постојећих и изградње нових ауто-путева.

#### Мост преко Месинског мореуза
Будући да је Месина главни улаз у регију са континента, са копном је повезана трајектним линијама које превозе људе, возила и возове. Предузеће Stretto di Messina S.p.A. је крајем 2005. одабрало групу предузећа за изградњу дугопланираног моста преко Месинског мореуза. Градња овог моста требало је да почне 2006, а трајала би пет година.
Пројект је на крају одложила италијанска влада, због недостатка одговарајуће инфраструктуре и због превелике цене моста.

### Железнички саобраћај
Сицилију са остатком државе повезује ФС (Ferrovie dello Stato) и Трениталија. У поређењу са потребама, сицилијанска железничка мрежа није довољно развијена. Ипак, железница спаја све покрајине на острву. Електрифициране пруге чине 59% (777 km) укупне мреже, док се на осталих 583 km служи дизелским локомотивама.
Највећи део железничке мреже, око 88%, чине пруге са једним колосеком (1.211 km). Осталих 149 km железничке мреже имају два колосека, а повезују обично веће градове. Велики део постојеће железничке мреже изграђен је још у бурбонском раздобљу, а остатак је направљен 1970-их. Због старости и дотрајалости потребна је обнова и доградња постојеће железнице, што се дуже време одлаже због недостатка финансијских средстава. Тренутно се ипак неки делови железнице модернизују.
Иако су уске железничке пруге из бурбонског раздобља скоро нестале, један део (Ferrovia Circumetnea тј. „железница око Етне") који саобраћа око вулкана Етне задржан је, и служи у туристичке сврхе.

### Ваздушни саобраћај
Због великог броја туристичких долазака и знатне удаљености од великих урбаних подручја на северу земље, ово је једна од најразвијенијих италијанских регија у подручју ваздушног саобраћаја и има два међународна аеродрома:
- Аеродром Катанија-Фонтанароса, четврти по националном саобраћају[42];
- Аеродром Палермо-Пунта Раиси, девети у Италији по броју путника.

Други мањи аеродроми су:
- Трапани-Бирђи, бивши војни аеродром;
- Комисо;
- Палермо-Бокадифалко;
- Лампедуса и Пантелерија, које опслужују мања острва.

Тренутно су у плану изградње два нова аеродрома: један која би служио граду Агриђенту и други за провинцију Месину. Такође постоји и слеталиште за хидроавионе на језеру Николети, близу Ене.

### Морски саобраћај
Најважније поморске луке на Сицилији су Месина, Палермо, Катанија, Августа, Трапани и Џела. Лука у Месини је највећа природна лука на Сицилији, а користи се у трговачке и војне сврхе, па је са саобраћајем од око 10 милиона путника, прва лука у Италији у том пољу. Лука у Палерму је по трговачком и путничком саобраћају једна од најважнијих на Медитерану. Ово је и једна од првих лука на Сицилији, а данас велику важност за њу имају кружни бродови. Луке у Месини, Катанији и Рипосту су биле до прве половине 19. века, једне од главних трговачких лука на Медитерану.

## Култура

### Архитектура
Најважније зграде на Сицилији датирају још из антике, раздобља норманске и Хоенштауфеновске владавине, као и барока.
Будући да је Сицилија у античко време била део Велике Грчке, овде је изграђено много грчких храмова. Најимпесивнији примерци храмова су у Селинунту, Сиракузи и Сегести, а посебно је важно археолошко налазиште код Агриђента. Велика позоришта из грчких и римских времена налазе се у Сиракузи, Таормини и Тиндарију, као и амфитеатри у Сиракузи и Катанији. Као примерак касније антике важна је Вила Романа дел Касале са римским мозаицима близу града Пјаца Армерина.
Грађевине које су подигнуте за време арапске владавине су великим делом прерађене у норманско време, чиме се родио за Сицилију типични арапско-византијско-нормански стил чији су примери цркве с куполама као што су Сан Ђовани деи Леброси, Сан Ђовани дељи Еремити и Сан Каталдо у Палерму, и са декоративним мозаицима као катедрале у градовима Монреале и Чефалу. Фридрих II, цар Светог римског царства оставио је на Сицилији многе утврђене грађевине, као замак Урсино у Катанији или дворци у Сиракузи и Ени.
Након катастрофалног земљотреса 1693. у којем су уништени велики делови југоисточне Сицилије, градови као Ното, Модика, Рагуза и Катанија обновљени су у типичном сицилијанском барокном стилу. Осам од ових градова се због овог јединственог стила налазе на УНЕСКО-вом списку светске баштине. Најзначајније архитекте овог раздобља били су Розарио Гаљарди и Ђовани Батиста Вакарини.

### Вајарствои сликарство
Један од најпознатијих сицилијанских сликара је био Антонело Гагини. Његова најпознатија дела биле су ренесансне религијске фигуре, које се могу наћи у катедрали у Палерму и катедрали у Месини. Значајан вајар је био и Риналдо Бонано.
Далеко и изван Сицилије у 15. веку је био познат сликар Антонело да Месина. Његова дела уља на платну данас се налазе у музејима широм Европе. Његови наследници су ренесансни сликари Антонело де Салиба, Пиетро де Салиба и Антонио Гиуфре, чија се дела данас налазе по многим црквама, а велика колекција је у Регионалном музеју у Месини. Овде се налазе и дела Колијна де Котера и Ђиролама Алибрандија.
Познати сликар из 17. века био је Пиетро Новели, који је сликао религијске мотиве. Њега наслеђују Нилола ван Хоубракен и Ђовани Тукари, који су најпознатији представници сицилијанског барокног сликарства. У 20. веку су међународну славу стекли вајар Пиетро Консагра и сликар Ренато Гутузо.

### Књижевност
На подручју књижевности чија локална историја сеже још од доба песника Стесихора који је живео око 600. п. н. е., преко Сицилијанске школе и Ђакома да Лентинија из 13. века, па све до модерних времена, Сицилија је дала много значајних писаца.
Крајем 19. века истиче се Ђовани Верга по свом делу „Cavalleria rusticana“ према којем је направљена и истоимена опера. Нека његова каснија дела била су и екранизована. Познати сицилијански драмски писац Луиђи Пирандело, добио је за своје дело Нобелову награду за књижевност 1934. године. Према роману „Оцелот“ („Il Gattopardo“) аутора Ђузепеа Томасија ди Лампедусе, који се бави пропашћу сицилијанског племства, снимљен је и истоимени успешан филм. Нобелову награду за књижевност добио је и Салваторе Квазимодо 1959. године. Романи Леонарда Шиашије описују на забаван и критичан начин живот на Сицилији, а Андреа Камилери посебно је познат по серији криминалистичких романа о сицилијанском инспектору Монталбану. Од новијих писаца позната је Лара Кардела по бестселеру „Хтела сам панталоне“ („Volevo i pantaloni“).

### Филм
Књижевност, околина и локално становништво инспирисали су снимање многих међународно познатих и награђиваних филмова.
По екранизацијама књижевних дела познат је Лукино Висконти, који је 1948. према Вергином роману I Malavoglia снимио неореалистични филм La Terra trema. Године 1963,, адаптирао је и роман Il Gattopardo аутора Ђузепеа Томасија ди Лампедусе.
Под режијом Михаела Кимина је 1987. адаптиран роман Сицилијанац познатог аутора Марија Пуза о мафијашу Салватореу Ђулиану. Године 1961, Франческо Роси је такође снимио филм о Ђулиану. Вероватно најпознатији филмови о сицилијанским мафијашима су Кополине екранизације Пузиног романа Кум.
На Липарским острвима 1949. године, снимљен је филм Стромболи Роберта Роселинија, чија се радња одвија на овом вулканском острву. Радња филма Поштар Михаела Редфорда из 1994. се такође одвија на овим острвима.
На Пелагијским острвима је 2002. године режисер Емануел Криалесе снимио филм Удах, који приказује живот и обичаје острвљана. Његов најновији филм Нови свет говори о сицилијанским емигрантима у Њујорку на почетку 20. века.

### Музика
На подручју класичне музике истичу се два сицилијанска композитора. По својим бројним операма и кантатама истиче се барокни композитор Алесандро Скарлати. По широм света извођеним операма познат је и Винћенцо Белини чија су најпознатија дјела „Месечарка“, „Норма“ и „Пуританци“. Њему у част названа је оперна кућа Театро Масимо Белини у Катанији. Највећа оперска кућа на Сицилији и у целој Италији је Театро Масимо у Палерму.
У музичкој култури Сицилије је и данас врло важна народна музика. На сицилијанском језику постоји преко 5.000 народних песама. У њиховој изведби служи се обично једноставним народним инструментима као што је тамбурин, гитара и мандолина. Позната извођачица старих народних песама је Роса Балистрери. Традиционални сицилијански народни плес је тарантела.

### Позоришта и музеји
Театар Масимо у Палерму која је највећа оперска кућа у Италији, изграђена је крајем 19. века и има капацитет од 3.200 гледаоца. Друга позната позоришта су Театар Политеама у Палерму, седиште сицилијанског симфонијског оркестра, Театар Масимо Белини у Катанији и Театар Виторио Емануеле II у Месини. Антички театри се такође користе за приказивање неких представа и филмова.
Највећи археолошки музеји су Регионални археолошки музеј Антонино Салинас (Museo Archeologico Regionale Antonino Salinas) у Палерму који је посвећен западној Сицилији и Регионални археолошки музеј Паоло Орси (Museo Archeologico Regionale Paolo Orsi) у Сиракузи који је посвећен источној Сицилији.
Најсвеобухватнији уметнички музеј је Сицилијанска регионална галерија (Galleria Regionale della Sicilia) у Палерму. Дела сицилијанских уметника и кипара могу се наћи и у Регионалном музеју Палата Беломо (Museo Regionale di Palazzo Bellomo) у Сиракузи и у Регионални музеј Месине (Museo Regionale di Messina). Значајне културноисторијске и етнографске збирке налазе се у Сицилијанском етнографском музеју Ђузепе Питре (Museo Etnografico Siciliano Giuseppe Pitrè) и у Интернационалном музеју марионета Антонио Пасквалино (Museo Internazionale delle marionette Antonio Pasqualino) у Палерму.

### Обичаји
У првој половини 19. века се из традиције уличних певача развило Сицилијанско позориште лутака. Представе са марионетама се и дан данас изводе у већим местима. Године 2001, овај обичај је стављен на УНЕСКО-в списак усмене и нематеријалне баштине човечанства. Све до средине 20. века су сицилијанска богато украшена дрвена кола била уобичајено средство превоза на острву. Данас се сваке године у априлу организују велике параде са овим колима.
Важну улогу на Сицилији имају верски обичаји. Међу већинским римокатоличким становништвом посебно је значајна процесија на Велики петак. Најпознатије су импресивне процесије у Марсали, Ени и Трапанију. Сличне параде у част многих светаца заштитника се такође одржавају широм Сицилије. Најпознатије прославе ове врсте су прослава св. Розалије у Палерму, св. Агате у Катанији и св. Луције у Сиракузи.

### Сицилијанска кухиња
Сицилијанска кухиња је једна од најстаријих и најсвестранијих кухиња у Италији. Типично предјело су Аранцини, мале печене куглице пиринча с крушним мрвицама, или Сфинционе, локални облик пице. Типична тестенина из Палерма је Pasta con le sarde тј. тестенина са сардинама. Из Катаније долази Pasta alla Norma названа по познатој Белинијевој опери.
Специјалитет који долази из руралних подручја је месно печење Фарсу магру. У обалним подручјима популарна су рибља јела, као што су пуњене сардине (Sarde a beccafico). Уз печену рибу или месо обично се послужује традиционална салата с наранџама. Сицилијански сиреви су рагусано и пекорино сицилијано.
Посебну улогу међу сицилијанским посластицама имају рецепти још из арапских времена. Позната је украшена торта касата, па фрута марторана од марципана, као и каноли.

### Спорт
Као и у цијелој Италији, на Сицилији је најпопуларнији спорт фудбал. Дуго времена Сицилија није имала ни једну екипу у Серији А. Данас у овој лиги играју УС Палермо и Катанија Калчо. Након неког времена у овој категорији ФК Месина је испала у Серију Б. Палермо и Катанија су највећи ривали на острву и њихови међусобни окршаји на терену су познати као сицилијански дерби.
Иако је фудбал далеко најпопуларнији, Сицилија има успеха и у другим спортовима. У кошаркашкој Серији А тренутно игра Орландина Баскет из Капо д'Орланда у провинцији Месини. Знатног успеха има и рагби клуб Аматори Катанија. Међу осталим спортовима популарни су и одбојка, рукомет и ватерполо.